# Дудник, Тамара Семёновна
Тамара Семёновна Дудник — советский хозяйственный, государственный и политический деятель, прядильщица Одесской джутовой фабрики Министерства лёгкой промышленности Украинской ССР. Герой Социалистического Труда (1971).

## Биография
Родилась 5 октября 1935 года в селе Борщи Одесской области.
С 1950 года — на хозяйственной, общественной и политической работе. В 1950—1990 годах — ученица школы фабрично-заводского обучения при Одесской джутовой фабрике, прядильщица Одесской джутовой фабрики, бригадир комсомольско-молодёжной бригады, помощница мастера Одесской джутовой фабрики.
В 1970 году досрочно выполнила личные социалистические обязательства и производственные задания Восьмой пятилетки (1966—1970). За годы этой пятилетки выработала сверх плана 48 тонн льноволокна. Указом Президиума Верховного Совета СССР от 5 апреля 1971 года «за выдающиеся успехи в досрочном выполнении заданий пятилетнего плана и большой творческий вклад в развитие производства тканей, трикотажа, обуви, швейных изделий и другой продукции легкой промышленности» удостоена звания Героя Социалистического Труда с вручением ордена Ленина и золотой медали «Серп и Молот».
Избиралась депутатом Совета Союза Верховного Совета СССР 7-8 (Одесский—Ильичевский избирательный округ) и 9-10-го (Одесский-Приморский избирательный округ) созывов от Одесской области.